# NGC 3076
NGC 3076 est une galaxie spirale située dans la constellation de l'Hydre. NGC 3076 a été découverte par l'astronome britannique John Herschel en 1836.

## Caractéristiques
Sa vitesse par rapport au fond diffus cosmologique est de 3 963 ± 24 km/s, ce qui correspond à une distance de Hubble de 58,5 ± 4,1 Mpc (∼191 millions d'al).
La classe de luminosité de NGC 3076 est I-II et elle présente une large raie HI.